# Cella combustibile ad acido formico
Le celle a combustibile diretto a base di acido formico o DFAFC (Direct Formic Acid Fuel Cell) sono un tipo di celle a combustibile con membrana a scambio di protoni, nelle quali il combustibile non è rigenerato ma viene consumato direttamente dalla cella. Questo tipo di celle viene impiegato per i piccoli dispositivi elettronici portatili come i cellulari o i computer portatili.

## Vantaggi
L'acido formico è una piccola molecola organica simile al metanolo, che alimenta direttamente la cella a combustibile evitando così complessi processi catalitici per la rigenerazione. Lo stoccaggio dell'acido formico e molto più semplice e sicuro rispetto all'idrogeno, perché non necessita alte pressione e basse temperature di conservazione, in quanto l'acido formico a temperatura ambiente si presenta allo stato liquido. L'acido formico può essere più efficiente del metanolo in quanto non attraversa la membrana polimerica della cella.

## Reazione
Le DFAFCs convertono l'acido formico e l'ossigeno in anidride carbonica e acqua per produrre energia. L'ossidazione dell'acido formico avviene all'anodo dello strato catalizzatore. Viene creata l'anidride carbonica  e i protoni (H+) passano attraverso la membrana a base di polimeri per reagire con l'ossigeno presente nello strato catalizzatore del catodo. Gli elettroni sono passati attraverso un circuito esterno da anodo a catodo per fornire energia ad un dispositivo esterno.
Anodo: HCOOH → CO2 + 2 H+ + 2 e-
Catodo: 1/2 O2 + 2 H+ + 2 e- → H2O
Reazione totale: HCOOH + 1/2 O2 → CO2 + H2O

## Storia
Nelle ricerche svolte negli anni passati i ricercatori hanno abbandonato l'utilizzo dell'acido formico perché la reazione era troppo difficile per essere pratica.
Ad ogni modo, negli ultimi anni, altri ricercatori (in particolare il gruppo di Richard Masel all'Università dell'Illinois - Urbana-Champaign) hanno scoperto che il motivo della scarsa resa era l'impiego di platino come catalizzatore, molto comune in altri tipi di celle a combustibile. Utilizzando invece il Palladio, i ricercatori hanno asserito di aver ottenuto risultati superiori rispetto all'equivalente delle celle a combustibile diretto a metanolo.
La Tekion possiede in esclusiva la licenza per la tecnologia ad acido formico dall'Università dell'Illinois a Urbana-Champaign.  La compagnia si sta ora concentrando sullo sviluppo in miniatura di batterie a combustibile ibride chiamate Formira Power Pack e spera di introdurle sul mercato nel Q4 del 2007.  Gli alimentatori si basano sulle celle a combustibile invece che sulle più tradizionali spine a muro per ricaricare le batterie. Quando il combustibile esaurisce basta semplicemente sostituire la cartuccia di combustibile vuota con una nuova. Grazie all'alta densità di energia le celle a combustibile dovrebbero permettere l'impiego dei dispositivi per un lasso di tempo doppio tra una ricarica  e l'altra. Questa tecnologia dovrebbe costare solamente il 10 - 15% in più rispetto alle batterie tradizionali permettendo così una totale indipendenza dalla rete elettrica.